# Crematogaster antaris
Crematogaster antaris es una especie de hormiga acróbata perteneciente a la tribu Crematogastrini, de la subfamilia Myrmicinae, orden Hymenoptera.
Fue descrita por Auguste Forel en 1894. Aparece registrada y publicada en una sección de Bulletin De La Société Vaudoise Des Sciences Naturelles, 30. p. 1–45 de 1894.

## Distribución
Se distribuye por Argelia, Irán, Israel, Omán, Catar, Arabia Saudita, Emiratos Árabes Unidos y Yemen.